# سالار (ازبکستان)
سالار (به ازبکی: Salar) یک منطقهٔ مسکونی در ازبکستان است که در ناحیه قبری واقع شده‌است. سالار ۲۵٬۵۲۱ نفر جمعیت دارد.